# Linaria triornithophora
Los pajarillos (Linaria triornithophora) son una planta herbácea de la familia de las plantagináceas.

## Descripción
Endemismo ibérico fácilmente diferenciable de otras linarias por sus grandes flores (35-45 mm) violeta purpúreas, con venas marcadas y paladar amarillo, y por su largo espolón, curvado y puntiagudo, más largo que el resto de la corola. Las flores se disponen en verticilos formando una inflorescencia de hasta 10 cm. Los pedúnculos son más largos que las brácteas; tiene hojas en verticilos de 3-4, aovadas o aovado-lanceoladas, con 3 nervios, al igual que el resto de la planta, algo glaucas. Sus semillas son discoideas y aladas. Florece en primavera y verano.

## Hábitat
Bosques y matorrales.

## Distribución
Endemismo de la península ibérica.